# Utetheisa callima
Utetheisa callima är en fjärilsart som beskrevs av George Francis Hampson 1910. Utetheisa callima ingår i släktet Utetheisa och familjen björnspinnare. Inga underarter finns listade i Catalogue of Life.